# Campeonato colombiano 1953
El Campeonato colombiano 1953 fue el sexto torneo de la Categoría Primera A de fútbol profesional colombiano en la historia.

## Desarrollo
En esta edición del año 1953 compiten 12 equipos donde se ausentaron Deportivo Manizales (desaparecido), América de Cali (desaparecido) e Independiente Medellín (quiebra). Por su parte, Deportivo Samarios desaparece y es fundado el Unión Magdalena de Santa Marta.
En este año se terminó la llamada época de El Dorado en el fútbol colombiano. Sin embargo, llegaron jugadores de gran nivel como Manuel Sanguinetti, Ramón Villaverde y Ángel Zazzini.
El campeón de esta edición fue el Millonarios obteniendo su tercer título consecutivo, primer tricampeón en la era profesional, cuarto en la historia. El subcampeón fue Deportes Quindío. El goleador del campeonato fue Mario Juan Garelli del Deportes Quindío seguido de Rubén Padín de Santa Fe.

## Datos de los clubes
| Equipo                 | Departamento       | Ciudad       |
| ---------------------- | ------------------ | ------------ |
| Atlético Bucaramanga   | Santander          | Bucaramanga  |
| Atlético Nacional      | Antioquia          | Medellín     |
| Boca Juniors de Cali   | Valle del Cauca    | Cali         |
| Cúcuta Deportivo       | Norte de Santander | Cúcuta       |
| Deportes Quindío       | Caldas             | Armenia      |
| Deportivo Cali         | Valle del Cauca    | Cali         |
| Deportivo Pereira      | Caldas             | Pereira      |
| Atlético Junior        | Atlántico          | Barranquilla |
| Millonarios            | Bogotá, D. C.      | Bogotá       |
| Independiente Santa Fe | Bogotá, D. C.      | Bogotá       |
| Sporting               | Atlántico          | Barranquilla |
| Unión Magdalena        | Magdalena          | Santa Marta  |

## Clasificación
| Pos. | Equipo               | Pts. | PJ | G  | E | P  | GF | GC | Dif. | Clasificación |
| ---- | -------------------- | ---- | -- | -- | - | -- | -- | -- | ---- | ------------- |
| 1    | Millonarios          | 35   | 22 | 14 | 7 | 1  | 51 | 22 | +29  | Campeón.      |
| 2    | Deportes Quindío     | 33   | 22 | 14 | 5 | 3  | 66 | 40 | +26  |               |
| 3    | Boca Juniors de Cali | 31   | 22 | 13 | 5 | 4  | 44 | 30 | +14  |               |
| 4    | Santa Fe             | 29   | 22 | 12 | 5 | 5  | 57 | 30 | +27  |               |
| 5    | Deportivo Cali       | 26   | 22 | 9  | 8 | 5  | 38 | 30 | +8   |               |
| 6    | Cúcuta Deportivo     | 26   | 22 | 11 | 4 | 7  | 58 | 42 | +16  |               |
| 7    | Atlético Nacional    | 25   | 22 | 10 | 5 | 7  | 57 | 45 | +12  |               |
| 8    | Junior               | 15   | 22 | 4  | 7 | 11 | 38 | 53 | −15  |               |
| 9    | Unión Magdalena      | 15   | 22 | 6  | 3 | 13 | 35 | 58 | −23  |               |
| 10   | Sporting             | 15   | 22 | 6  | 3 | 13 | 38 | 68 | −30  |               |
| 11   | Deportivo Pereira    | 14   | 22 | 6  | 2 | 14 | 42 | 72 | −30  |               |
| 12   | Atlético Bucaramanga | 0    | 22 | 0  | 0 | 22 | 11 | 45 | −34  |               |

 Fuente: Rsssf

## Resultados
Fecha 01 (abril 19)
| Bucaramanga | 0 | 1 | Nacional        |
| Junior      | 1 | 2 | Santa Fe        |
| Cúcuta      | 2 | 2 | Boca Juniors    |
| Cali        | 5 | 2 | Sporting        |
| Pereira     | 4 | 2 | Unión Magdalena |
| Millonarios | 0 | 1 | Quindío         |

Fecha 02 (abril 26)
| Bucaramanga     | 0 | 1 | Cali        |
| Nacional        | 2 | 2 | Millonarios |
| Boca Juniors    | 1 | 0 | Pereira     |
| Santa Fe        | 4 | 1 | Cúcuta      |
| Quindío         | 6 | 2 | Junior      |
| Unión Magdalena | 1 | 3 | Sporting    |

Fecha 03 (mayo 03) 
| Boca Juniors    | 2 | 1 | Quindío     |
| Cúcuta          | 5 | 3 | Bucaramanga |
| Cali            | 2 | 2 | Pereira     |
| Millonarios     | 4 | 1 | Junior      |
| Sporting        | 0 | 4 | Santa Fe    |
| Unión Magdalena | 3 | 3 | Nacional    |

Fecha 04 (mayo 10)
| Bucaramanga | 0 | 1 | Unión Magdalena |
| Junior      | 2 | 2 | Cúcuta          |
| Cali        | 2 | 2 | Boca Juniors    |
| Pereira     | 0 | 2 | Millonarios     |
| Santa Fe    | 4 | 1 | Nacional        |
| Quindío     | 8 | 3 | Sporting        |

Fecha 05 (mayo 17)
| Nacional     | 1 | 5 | Cali            |
| Boca Juniors | 3 | 1 | Junior          |
| Cúcuta       | 4 | 0 | Unión Magdalena |
| Millonarios  | 1 | 1 | Santa Fe        |
| Quindío      | 2 | 1 | Bucaramanga     |
| Sporting     | 2 | 3 | Pereira         |

Fecha 06 (mayo 24)
| Bucaramanga     | 0 | 1  | Sporting     |
| Junior          | 0 | 4  | Nacional     |
| Cúcuta          | 1 | 3  | Quindío      |
| Cali            | 2 | 4  | Millonarios  |
| Santa Fe        | 5 | 4  | Pereira      |
| Unión Magdalena | 1 | 2* | Boca Juniors |

Fecha 07 (mayo 31)
| Bucaramanga | 1 | 2 | Santa Fe        |
| Junior      | 2 | 0 | Unión Magdalena |
| Nacional    | 7 | 2 | Sporting        |
| Pereira     | 4 | 5 | Cúcuta          |
| Millonarios | 3 | 1 | Boca Juniors    |
| Quindío     | 1 | 1 | Cali            |

Fecha 08 (junio 07)
| Junior          | 0 | 3 | Sporting    |
| Boca Juniors    | 1 | 0 | Nacional    |
| Cúcuta          | 0 | 0 | Millonarios |
| Pereira         | 3 | 1 | Bucaramanga |
| Santa Fe        | 3 | 4 | Quindío     |
| Unión Magdalena | 0 | 1 | Cali        |

Fecha 09 (junio 14)
| Bucaramanga     | 2 | 5 | Junior       |
| Nacional        | 1 | 3 | Pereira      |
| Cúcuta          | 0 | 1 | Cali         |
| Santa Fe        | 5 | 0 | Boca Juniors |
| Sporting        | 0 | 1 | Millonarios  |
| Unión Magdalena | 5 | 3 | Quindío      |

Fecha 10 (junio 21)
| Boca Juniors | 4 | 1 | Bucaramanga     |
| Cali         | 1 | 0 | Santa Fe        |
| Pereira      | 2 | 1 | Junior          |
| Millonarios  | 5 | 3 | Unión Magdalena |
| Quindío      | 4 | 1 | Nacional        |
| Sporting     | 4 | 5 | Cúcuta          |

Fecha 11 (junio 27)
| Junior          | 1 | 1 | Cali        |
| Nacional        | 5 | 2 | Cúcuta      |
| Boca Juniors    | 0 | 1 | Sporting    |
| Pereira         | 3 | 5 | Quindío     |
| Millonarios     | 5 | 1 | Bucaramanga |
| Unión Magdalena | 1 | 4 | Santa Fe    |

Fecha 12 (julio 26)
| Nacional        | 5 | 1 | Bucaramanga |
| Boca Juniors    | 3 | 2 | Cúcuta      |
| Santa Fe        | 3 | 3 | Junior      |
| Quindío         | 1 | 1 | Millonarios |
| Sporting        | 2 | 4 | Cali        |
| Unión Magdalena | 5 | 1 | Pereira     |

Fecha 13 (agosto 01)
| Junior      | 3 | 3 | Quindío         |
| Cúcuta      | 5 | 0 | Santa Fe        |
| Cali        | 1 | 0 | Bucaramanga     |
| Pereira     | 1 | 5 | Boca Juniors    |
| Millonarios | 1 | 1 | Nacional        |
| Sporting    | 0 | 2 | Unión Magdalena |

Fecha 14 (agosto 16)
| Bucaramanga | 0 | 1 | Cúcuta          |
| Junior      | 2 | 2 | Millonarios     |
| Nacional    | 5 | 2 | Unión Magdalena |
| Pereira     | 1 | 3 | Cali            |
| Santa Fe    | 6 | 0 | Sporting        |
| Quindío     | 1 | 3 | Boca Juniors    |

Fecha 15 (agosto 23)
| Nacional        | 3 | 2 | Santa Fe    |
| Boca Juniors    | 2 | 0 | Cali        |
| Cúcuta          | 3 | 1 | Junior      |
| Millonarios     | 5 | 0 | Pereira     |
| Sporting        | 1 | 1 | Quindío     |
| Unión Magdalena | 1 | 0 | Bucaramanga |

Fecha 16 (agosto 30)
| Bucaramanga     | 0 | 1 | Quindío      |
| Junior          | 1 | 3 | Boca Juniors |
| Cali            | 0 | 1 | Nacional     |
| Pereira         | 3 | 3 | Sporting     |
| Santa Fe        | 1 | 1 | Millonarios  |
| Unión Magdalena | 1 | 3 | Cúcuta       |

Fecha 17 (septiembre 06)
| Nacional     | 3 | 0 | Junior          |
| Boca Juniors | 2 | 2 | Unión Magdalena |
| Pereira      | 1 | 2 | Santa Fe        |
| Millonarios  | 3 | 1 | Cali            |
| Quindío      | 3 | 2 | Cúcuta          |
| Sporting     | 1 | 0 | Bucaramanga     |

Fecha 18 (septiembre 13)
| Boca Juniors    | 1 | 2 | Millonarios |
| Cúcuta          | 3 | 0 | Pereira     |
| Cali            | 1 | 2 | Quindío     |
| Santa Fe        | 1 | 0 | Bucaramanga |
| Sporting        | 3 | 1 | Nacional    |
| Unión Magdalena | 2 | 1 | Junior      |

Fecha 19 (septiembre 20)
| Bucaramanga | 0 | 1 | Pereira         |
| Nacional    | 1 | 1 | Boca Juniors    |
| Cali        | 1 | 1 | Unión Magdalena |
| Millonarios | 2 | 1 | Cúcuta          |
| Quindío     | 1 | 0 | Santa Fe        |
| Sporting    | 3 | 3 | Junior          |

Fecha 20 (septiembre 29)
| Junior       | 1 | 0 | Bucaramanga     |
| Boca Juniors | 1 | 1 | Santa Fe        |
| Cali         | 3 | 3 | Cúcuta          |
| Pereira      | 4 | 7 | Nacional        |
| Millonarios  | 4 | 2 | Sporting        |
| Quindío      | 5 | 2 | Unión Magdalena |

Fecha 21 (octubre 04)
| Bucaramanga     | 0 | 1 | Boca Juniors |
| Junior          | 5 | 0 | Pereira      |
| Nacional        | 3 | 3 | Quindío      |
| Cúcuta          | 6 | 0 | Sporting     |
| Santa Fe        | 0 | 0 | Cali         |
| Unión Magdalena | 0 | 2 | Millonarios  |

Fecha 22 (octubre 11)
| Bucaramanga | 0 | 1 | Millonarios     |
| Cúcuta      | 2 | 1 | Nacional        |
| Cali        | 2 | 2 | Junior          |
| Santa Fe    | 7 | 0 | Unión Magdalena |
| Quindío     | 7 | 2 | Pereira         |
| Sporting    | 2 | 4 | Boca Juniors    |

| 1953                 | BJC   | BUC   | CAL | CUC   | JUN | MAG | MIL   | NAC | PER   | QUI   | SFE   | SPB |
| Boca Juniors de Cali |       | 4:1   | 2:0 | 3:2   | 3:1 | 2:2 | 1:2   | 1:0 | 1:0   | 2:1   | 1:1   | 0:1 |
| Atlético Bucaramanga | (0:1) |       | 0:1 | (0:1) | 2:5 | 0:1 | (0:1) | 0:1 | (0:1) | (0:1) | 1:2   | 0:1 |
| Deportivo Cali       | 2:2   | (1:0) |     | 3:3   | 2:2 | 1:1 | 2:4   | 0:1 | 2:2   | 1:2   | 1:0   | 5:2 |
| Cúcuta Deportivo     | 2:2   | 5:3   | 0:1 |       | 3:1 | 4:0 | 0:0   | 2:1 | 3:0   | 1:3   | 5:0   | 6:0 |
| Junior               | 1:3   | (1:0) | 1:1 | 2:2   |     | 2:0 | 2:2   | 0:4 | 5:0   | 3:3   | 1:2   | 0:3 |
| Unión Magdalena      | 1:2*  | (1:0) | 0:1 | 1:3   | 2:1 |     | 0:2   | 3:3 | 5:1   | 5:3   | 1:4   | 1:3 |
| Millonarios          | 3:1   | 5:1   | 3:1 | 2:1   | 4:1 | 5:3 |       | 1:1 | 5:0   | 0:1   | 1:1   | 4:2 |
| Atlético Nacional    | 1:1   | 5:1   | 1:5 | 5:2   | 3:0 | 5:2 | 2:2   |     | 1:3   | 3:3   | 3:2   | 7:2 |
| Deportivo Pereira    | 1:5   | 3:1   | 1:3 | 4:5   | 2:1 | 4:2 | 0:2   | 4:7 |       | 3:5   | 1:2   | 3:3 |
| Deportes Quindío     | 1:3   | 2:1   | 1:1 | 3:2   | 6:2 | 5:2 | 1:1   | 4:1 | 7:2   |       | 1:0** | 8:3 |
| Santa Fe             | 5:0   | (1:0) | 0:0 | 4:1   | 3:3 | 7:0 | 1:1   | 4:1 | 5:4   | 3:4   |       | 6:0 |
| Sporting             | 2:4   | (1:0) | 2:4 | 4:5   | 3:3 | 0:2 | 0:1   | 3:1 | 2:3   | 1:1   | 0:4   |     |

- (-) Partidos por W, Bucaramanga se retiró.
- (*) Inicialmente 3-1, pero se volvió a jugar por demanda.
- (**) Santa Fe no presentó los carné y se dio W.O.

|                                |
| Bandera de Colombia            |
| Campeón Millonarios 4.º título |

## Goleadores
| Jugador                 | Equipo               | Goles |
| ----------------------- | -------------------- | ----- |
| Mario Garelli           | Deportes Quindío     | 20    |
| Rubén Padín             | Santa Fe             | 19    |
| Felipe Marino           | Sporting             | 17    |
| Abraham González        | Cúcuta Deportivo     | 16    |
| Rubí Cerioni            | Deportivo Cali       | 16    |
| Francisco Solano Patiño | Boca Juniors de Cali | 14    |
| Juan Carlos Toja Pintos | Cúcuta Deportivo     | 14    |
| Elger Alarcón           | Deportes Quindío     | 14    |